# Fuga blanca
La fuga blanca o huida blanca (en inglés: white flight) es un término que se originó en los Estados Unidos, comenzando en los años 1950 y 1960, que se aplica a la migración a gran escala de personas de distintas ascendencias europeas de zonas urbanas racialmente mixtas a regiones o suburbios más racialmente homogéneas. El término ha sido aplicado a otras migraciones de blancos, de suburbios viejos a zonas rurales, así como de las regiones noreste y medio oeste de los Estados Unidos a los más templados sureste y suroeste estadounidense. El término también se ha utilizado para la emigración post-colonial de blancos de África, o de partes de ese continente, impulsado por los altos niveles de crímenes violentos y políticas de Estado antiblancas.
La migración de poblaciones blancas de clase media se observó durante el Movimiento de Derechos Civiles en la década de 1950 y 1960 de ciudades como Cleveland, Detroit, Kansas City y Oakland, a pesar de que la segregación racial de las escuelas públicas había terminado mucho antes de que la Corte Suprema de Estados Unidos tomara la decisión en Brown vs. Consejo de Educación en 1954. En la década de 1970, los intentos para lograr una efectiva disminución de la segregación por medio de transporte obligatorio a todas las escuelas públicas llevó a que más familias se desplazaran fuera de las antiguas zonas. De manera más general, algunos historiadores sugieren que la fuga blanca se produjo en respuesta a las presiones de la población, tanto del éxodo de personas negras de zonas rurales del sur a ciudades del norte durante la Gran Migración y las oleadas de nuevos inmigrantes del sur y este de Europa. Sin embargo, algunos historiadores han cuestionado el término "fuga blanca" como un nombre inapropiado, cuyo uso debe ser reconsiderado. En su estudio del lado Oeste de Chicago durante la época de posguerra, la historiadora Amanda Seligman sostiene que la frase sugiere erróneamente que los blancos partieron inmediatamente cuando los negros se mudaron a sus barrios, cuando en realidad, muchos blancos, defendieron sus espacios con violencia, intimidación o tácticas legales. Leah Boustan, profesora de Economía en Princeton, atribuye la fuga blanca tanto al racismo como a razones económicas.
Las prácticas empresariales de negación intencional de servicios públicos y discriminación en hipotecas contribuyó a la sobrepoblación y deterioro físico de áreas donde las minorías afroamericanas escogieron congregarse. Tales condiciones son consideradas como causas de la migración de otras poblaciones. Las limitadas instalaciones de bancos y aseguradoras, debido a una carencia percibida de rentabilidad, y otros servicios sociales, y los costes extras destinados a protegerse contra problemas de ganancias aumentaron el costo de vida en suburbios predominantemente no blancos y barrios de ciudad. Según la geógrafa medioambientalista Laura Pulido, los procesos históricos de suburbanización y la descentralización urbana contribuyen al racismo medioambiental contemporáneo.

## Estados Unidos
En los Estados Unidos, durante la década de 1940, por primera vez, una poderosa interacción entre las leyes de segregación y diferencias raciales en términos de estatus socioeconómico, permitió a las familias blancas a abandonar las ciudades del interior en favor de la vida suburbana. El resultado fue un grave deterioro urbano que, por la década de 1960, se tradujo en el desmoronamiento de "guetos". Antes de la disponibilidad de datos nacionales en el censo de 1950 de los Estados Unidos, un patrón de migración de números desproporcionados de blancos mudándose fuera de  las ciudades a los suburbios era fácilmente descartado como meramente anecdótico. Dado que las poblaciones urbanas estadounidenses aún crecían significativamente, una disminución relativa de un origen racial o componente étnico eludió una prueba científica, para el gusto miembros del congreso. En esencia, los datos sobre el cambio de población urbana no habían sido separadas en lo que ahora son comúnmente identificados como sus "componentes". El primer conjunto de datos potencialmente capaces de demostrar  la "fuga blanca", fue la elaboración del censo de 1950. Pero el procesamiento original de estos datos, en el viejo estilo de la tabulación de las máquinas de la Oficina del Censo de EE. UU., no pudo alcanzar ningún nivel aprobado de pruebas estadísticas. Fue un riguroso proceso de los mismos datos en bruto en una UNIVAC I, liderado por Donald J. Boga de la Fundación Scripps y Emerson Seim de la Universidad de Chicago, que probó científicamente la realidad de la fuga blanca.

## África

### Sudáfrica
Alrededor de 800 000 personas, de una población original de 5,2 millones de blancos han abandonado Sudáfrica desde 1995, según un informe de 2009. El apartheid, un sistema de segregación de blancos, negros, y personas de otras razas, había terminado en 1994. El país ha sufrido una alta tasa de crímenes violentos, la principal razón aducida para la emigración. Algunos observadores temen las consecuencias a largo plazo,
La migración de blancos en Sudáfrica fue facilitada por la creación de vías de inmigración en Europa para las personas con ascendencia europea.En la economía global, algunos profesionales y personas capacitadas han sido atraídos a trabajar a los Estados Unidos y las naciones europeas.

### Zimbabue (Rodesia)
Hasta 1980, la antigua dependencia británica de Rhodesia sostenía una muy publicitada imagen como uno de los dos países en el África Subsahariana, donde una minoría blanca de origen y cultura europea ostentaban poder político, económico y social sobre una mayoría principalmente negra. Sin embargo, a diferencia de los sudafricanos blancos, un porcentaje significativo de blancos en Rodesia representaban inmigrantes recientes. Inicialmente, alrededor de tres cuartas partes de los residentes blancos eran de origen británico, mayormente de Inglaterra y Gales. Después de la Segunda Guerra Mundial hubo una importante afluencia de la diáspora británica, incluyendo a los ex colonos de la India, Pakistán, y otras posesiones británicas en África.[cita requerida] También había representación de la clase trabajadora inglesa para responder a las oportunidades económicas. En 1969, sólo el 41%, o 93 600 personas, de la población blanca de Rodesia eran ciudadanos nacidos en el país. El resto fueron ciudadanos británicos o sudafricanos naturalizados, muchos con doble ciudadanía.
Durante la guerra civil de Rodesia, casi todos los hombres blancos entre dieciocho y cincuenta y ocho fueron afectados por varios compromisos militares y los individuos gastaron hasta cinco o seis meses del año en deber militar, lejos de sus ocupaciones normales en el servicio civil, comercio, industria o agricultura. Estos periodos largos del servicio en el campo de batalla provocó una emigración aumentada de hombres en edad militar. En noviembre de 1963, los medios de comunicación estatales citaron las razones principales de la emigración la incertidumbre sobre el futuro, disminución económica debido al embargo y guerra, y los compromisos pesados de servicio nacional, el cual estuvo descrito como "el factor primordial que causa que las personas se vayan". Casi la mitad de los emigrantes hombres en 1976 estaban sobre la línea de edad de 15 a 39 de edad. Entre 1960 y 1976, 160 182 blancos inmigraron, mientras 157 724 emigraron. Este índice dinámico provocó depresiones en el mercado inmobiliario, una recesión en la industria de construcción y una disminución en ventas minoristas.[cita requerida]El número de blancos en Rodesia alcanzó su máximo en 1975 con 278 000 y rápidamente declinó conforme la guerra civil se intensificó. En 1976 alrededor de 14 000 blancos dejaron el país, marcando el primer año desde la declaración unilateral de Rodesia en 1965, que más blancos habían dejado el país que los que llegaron, la mayoría mudándose a Sudáfrica. Esto fue conocido como la 'fuga de cobardes', el uso más temprano del cual estuvo grabado al año siguiente,  a menudo por rodesianos que se quedaron y usaron para criticar duramente a quienes se habían ido. Otras frases como 'taking the gap' o 'gapping it' fueron también utilizados. Desencanto con la administración birracial de Rodesia Zimbabue en 1979 también contribuyó a un éxodo en masa.
El establecimiento de la nueva República de Zimbabue en 1980 significó la sentencia de muerte para los blancos en el poder político y marcó el comienzo de una nueva era de gobierno de la mayoría negra. La emigración blanca alcanzó su punto máximo entre 1980 y 1982, con 53 000 personas, con el colapso de la ley y el orden, un aumento de la delincuencia en las zonas rurales, y la actitud provocadora de funcionarios públicos de Zimbabue fueron citados como las principales causas. La situación política general tuvo un mayor impacto en la decisión de migrar entre los blancos que en los negros profesionistas. Entre 1982 y 2000, Zimbabue registró una pérdida neta de 100 000 blancos; o un promedio de 5000 salidas al año. Los destinos más populares incluían Sudáfrica y Australia, pues los emigrantes percibían a éstos como geográfica y culturalmente, o en temas sociopolíticos, similar a su país de origen.
Desde un punto de vista estrictamente económico, las figuras de salida no fueron tan significativas como la pérdida de las habilidades de los que salen. Un número desproporcionado de emigrantes blancos de Zimbabue estaban bien educados y altamente cualificados. Entre los que viven en los Estados Unidos, por ejemplo, el 53.7% tenía una licenciatura, mientras que sólo el 2% no había completado la escuela secundaria. La mayoría (52.4%) habían ocupado posiciones técnicas o de supervisión de importancia crítica para el sector moderno de la economía. [cita requerida]En cuanto a los trabajadores negros, éstos no empezaron a hacer grandes avances en los aprendizajes y otros programas de formación, hasta la década de 1970. Pocos estaban en una posición para reemplazar a sus colegas blancos en la década de 1980.

## Europa

### Dinamarca
Un estudio de elección de escuela en Copenhague encontró que un proporción de inmigrantes de menos de 35% en las escuelas locales no afectaba la elección de los padres de las escuelas. Si el porcentaje de niños inmigrantes se eleva por encima de este nivel, los daneses nativos son mucho más propensos a elegir otras escuelas. Los inmigrantes que hablan danés en casa también optan por elegir otra. Otros inmigrantes, a menudo los más recientes, se quedan en las escuelas locales.

### Reino Unido
Durante siglos, Londres fue el destino de los refugiados y de los inmigrantes de la Europa continental. A pesar de todos los inmigrantes europeos, los barrios mostraron sucesión étnica con el tiempo, dado que los residentes de edad avanzada (en algunos casos, británicos étnicos) se mudaban y los inmigrantes llegaban, una de los primeros casos de fuga blanca (a pesar de que la mayoría de la población de Londres eran todavía británicos étnicos).
En el censo del año 2000, los barrios londinenses de Newham y Brent fueron encontrados como ser las primeras áreas sin mayorías blancas. El censo de 2011 encontró que, por primera vez, menos del 50% de la población de Londres eran blancos británicos, y que en algunas zonas de Londres los blancos británicos componían menos del 20% de la población. Un informe de 2005 declaró que la migración blanca en el Reino Unido es principalmente de zonas de alta población perteneciente a minorías étnicas hacia aquellas con predominio de poblaciones blancas. Las familias británicas blancas se han mudado fuera de Londres, ya que muchos inmigrantes se han asentado en la capital. Los autores del informe expresaron su preocupación acerca de la cohesión social británica, y afirmaron que los diferentes grupos étnicos vivían "vidas paralelas"; estaban preocupados de que la falta de contacto entre los grupos puede resultar en miedo, fácilmente explotado por los extremistas. La Escuela de Economía de Londres en un estudio encontró resultados similares. Según informes de la bbc en Londres durante la primera década del nuevo milenio la cantidad de residentes británicos de raza blanca disminuyó en 620.000 personas equivalente a la población total de la ciudad de Glasgow. Como consecuencia, según reveló el censo de 2012, los británicos blancos  son una minoría en la capital del país representando apenas al 45% de los habitantes londinenses.
El investigador Ludi Simpson dice que el crecimiento de las minorías étnicas en Gran Bretaña se debe principalmente al crecimiento natural de la población (los nacimientos superan a las defunciones) en lugar de inmigración. Ambos, blancos y no-blancos británicos económicamente afluentes son igualmente propensos a dejar lugares racialmente mixtos. En su opinión, estas tendencias indican neorruralismo en lugar de fuga blanca.

## Oceanía

### Australia
En Sídney, los suburbios, que atraen a inmigrantes se encontraban en la región de Sídney Mayor del Oeste, lejos del centro de Sídney, tales como Fairfield, Cabramatta, Merrylands, Auburn, Bankstown y Liverpool, entre otros. Aquellas áreas con populares con inmigrantes del Oriente Medio y Asia experimentan cierto grado de fuga blanca, con una concentración de personas anglo-celta, tales como Penrith en el extremo oeste de Sídney, el Sutherland Shire y el área Gosford-Wyong de la Costa Central, al norte de Sídney. Estos suburbios siguen siendo predominantemente anglo-australianos.
De acuerdo al Consejo Principal de Secundarias de Nueva Gales del Sur y de la Universidad de Sídney del Oeste, las escuelas públicas en el estado experimentan fuga blanca a escuelas privadas y Católicas, donde existe una gran presencia de aborígenes y estudiantes del Oriente Medio.

### Nueva Zelanda

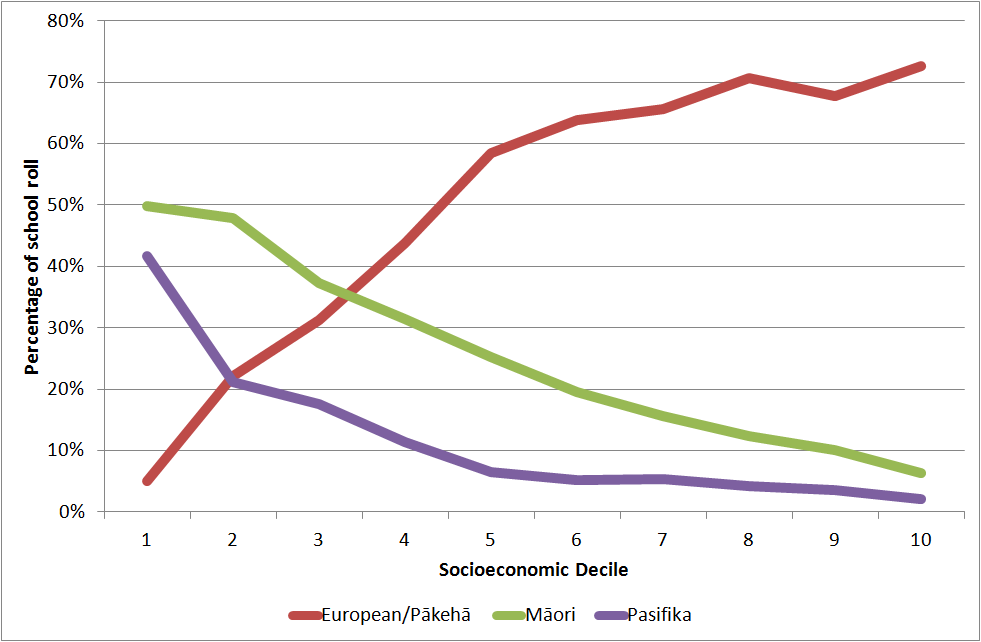
Porcentajes de escuelas de Nueva Zelandia ocupadas por determinados grupos étnicos, en 2011, desglosado por decil socioeconómico. La fuga blanca es evidente en las escuelas con decil bajo, pues tienen un número desproporcionadamente bajo de estudiantes europeos y un alto número de maoríes y pacíficos.

La fuga blanca ha sido observada en escuela con baja proporción blanca en Nueva Zelanda. Los datos de Ministerio de Educación, encontraron que de 60 000 neozelandeses europeos, asistían a escuelas con baja proporción blanca (situadas en las zonas más pobres) en el año 2000, y había caído a la mitad en 2010. Los mismos datos también encontraron que escuelas con alta proporción (que están en las zonas más ricas) tuvieron un aumento correspondiente de estudiantes blancos neozelandeses. El Ministerio afirmó que los cambios demográficos fueron detrás de los cambios, pero los maestros y directores de las asociaciones han atribuido la fuga blanca blanco a estigmas, que comúnmente tiene la mayoría de los Maoríes y de las islas del Pacífico.
En un caso específico, la fuga blanca ha afectado de manera significativa a la escuela Sunset Junior High School, en un suburbio de la ciudad de Rotorua, con el número total de estudiantes reducido de 700 a 70 en la década de 1980. Todos menos uno de los 70 estudiantes son Maoríes. El área tiene una concentración de pobres, con bajo nivel de calificación, con familias con problemas, y muchas madres solteras. Relacionados con los problemas sociales de las familias, los logros educativos de los estudiantes es baja en el estándar de la prueba de lectura.